# 51. војвођанска дивизија НОВЈ
Педесет прва војвођанска дивизија НОВЈ је формирана 31. октобра 1944. године у Новом Саду од Седме, Осме и Дванаесте војвођанске бригаде. У њеном саставу биле су још и Четрнаеста војвођанска (словачка) бригада, од 11. новембра и Артиљеријска бригада, 12. новембра 1944. године. У почетку је имала око 5.000 бораца.

## Борбени пут 51. дивизије
Одмах после формирања, дивизија је са јединицама Црвене армије, укључена у операцију форсирања Дунава у рејону Батине и код Апатина. У тешким борбама за мостобране код Батине и код Апатина, од 11. до 23. новембра 1944. године дивизија је по врло тешком терену изложеном ватри немачке артиљерије и митраљеза, успешно садејствовала јединицама Црвене армије и знатно допринела разбијању Немаца на мостобранима. У овим борбама претрпела је губитке од 271 погинулог и 850 рањених.
Потом је учествовала у ослобођењу Барање и избила на југословенско-мађарску границу. За показану храброст бораца и руководилаца, и упорност у ослобођењу Барање похваљена је од стране Врховног штаба НОВ и ПОЈ, 1. децембра 1944. године. Победу у овој операцији команда Црвене армије обележила је салвом са 20 артиљеријских плотуна из 224 топа, а у знак признања за залагање и успехе, Педесетпрвој дивизији доделила је почасну титулу "Дунавска".
Од 1. јануара 1945. године дивизија је била у саставу новоформиране Треће армије ЈА. Њене јединице су код Барча 18/19. јануара прешле на десну обалу реке Драве, на Вировитички мостобран који су држали Шести и Десети корпус НОВЈ, и заузеле положаје код Подравске Слатине, где су у садејству са Шеснаестом војвођанском дивизијом водиле тешке борбе против немачких и усташко-домобранских снага.
Под притиском јаких немачких снага у операцији Вукодлак, војвођанске дивизије, укључујући и Педесетпрву, 8/9. фебруара 1945. повукле су се на северну обалу Драве, те су распоређене за одбрану фронта на Драви. У немачкој операцији Фрилингсервахен марта 1945. дивизија је учествовала у ликвидацији немачког мостобрана код Болмана. У завршним операцијама Југословенске армије за коначно ослобођење Југославије, дивизија се истакла у борбама за ослобођење Осијека, 14. априла; Ђурђевца, 2. маја; Копривнице, 5. маја; Птуја, 9. маја; а нарочито у окружењу и уништењу немачко-четничке групације код Дравограда од 12. до 15. маја, која је настојала да се пробије према Целовецу.

## Командни састав дивизије
- Команданти дивизије:
  - Срета Савић — од формирања дивизије до краја рата
- Политички комесари дивизије:
  - Ђуро Меденица — од формирања дивизије до фебруара 1945.
  - Милан Баста — од фебруара 1945. до краја рата
- Начелници Штаба дивизије:
  - Рудолф Акрап — од формирања дивизије до новембра 1944.
  - Мехмед Кахрић — од новембра 1944. до фебруара 1945.
  - Рудолф Акрап — од фебруара 1945. до краја рата